# 越谷市消防局
越谷市消防局（こしがやししょうぼうきょく）は、埼玉県越谷市の消防部局（消防本部）。管轄区域は越谷市全域。

## 概要

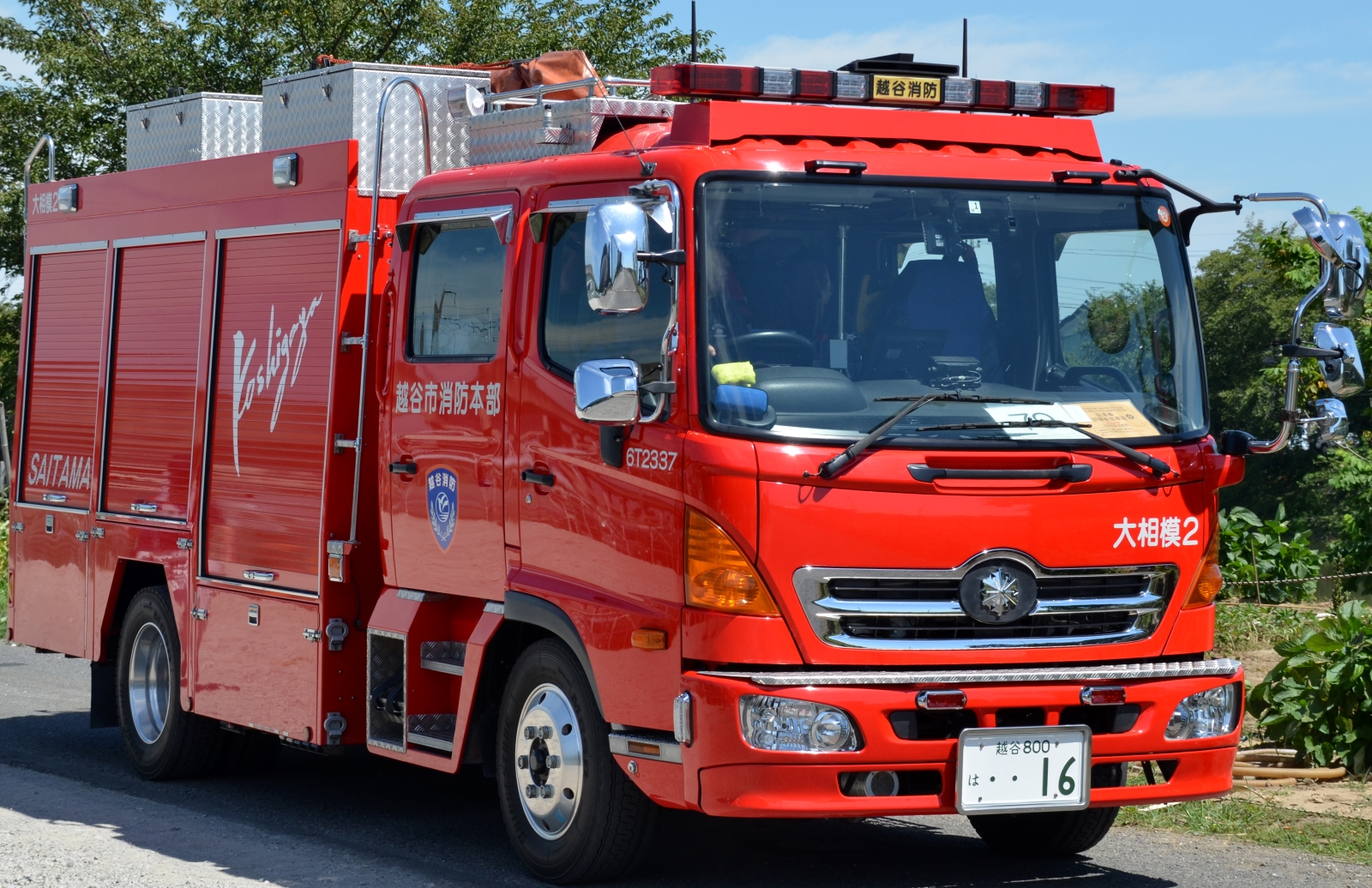
水槽付ポンプ車
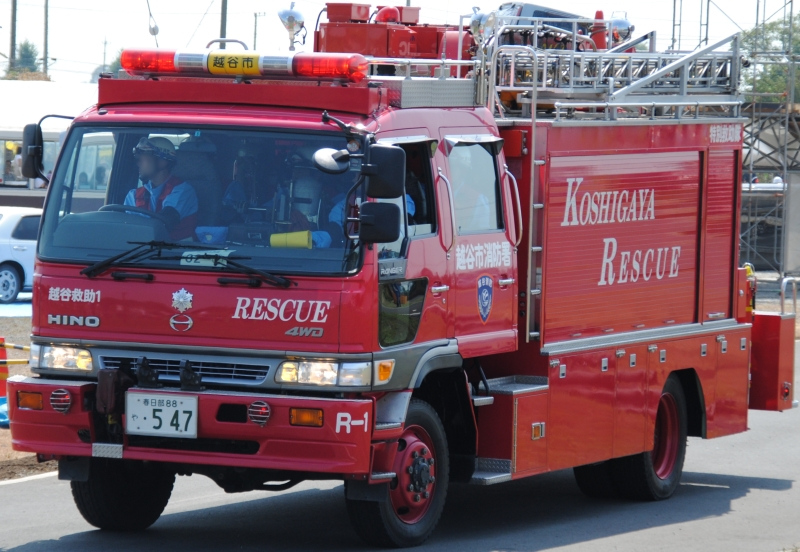
救助工作車(更新済み)

- 消防本部：越谷市大沢2-10-15
- 管内面積：60.31km2
- 職員定数：322人
- 消防署1カ所、分署5カ所
- 主力機械（2019年4月1日現在）
  - 普通消防ポンプ自動車：5（非常用：2）
  - 水槽付消防ポンプ自動車：5
  - はしご付消防自動車：2
  - 化学消防自動車：1
  - 救助工作車：2
  - 救急自動車：8（非常用：2）
  - 資機材搬送車：4
  - 人員輸送兼資機材搬送車：2
  - 指揮車：1
  - 指令車：1
  - 予防査察車：3
  - その他：14

- 水槽付ポンプ車
- 救助工作車(更新済み)

## 沿革
- 1959年10月1日　越谷市消防本部を開設。
- 1971年2月　谷中分署を開設。
- 1973年3月　蒲生分署を開設。
- 1977年3月　間久里分署を開設。
- 1983年12月　大相模分署を開設。
- 1996年4月　大袋分署を開設。
- 2004年　消防本部・消防署庁舎を改築。
  - 10月23日　新潟県中越地震に緊急消防援助隊を派遣する。
- 2010年3月　蒲生分署庁舎を改築。
- 2011年3月11日　東日本大震災に緊急消防援助隊を派遣する。

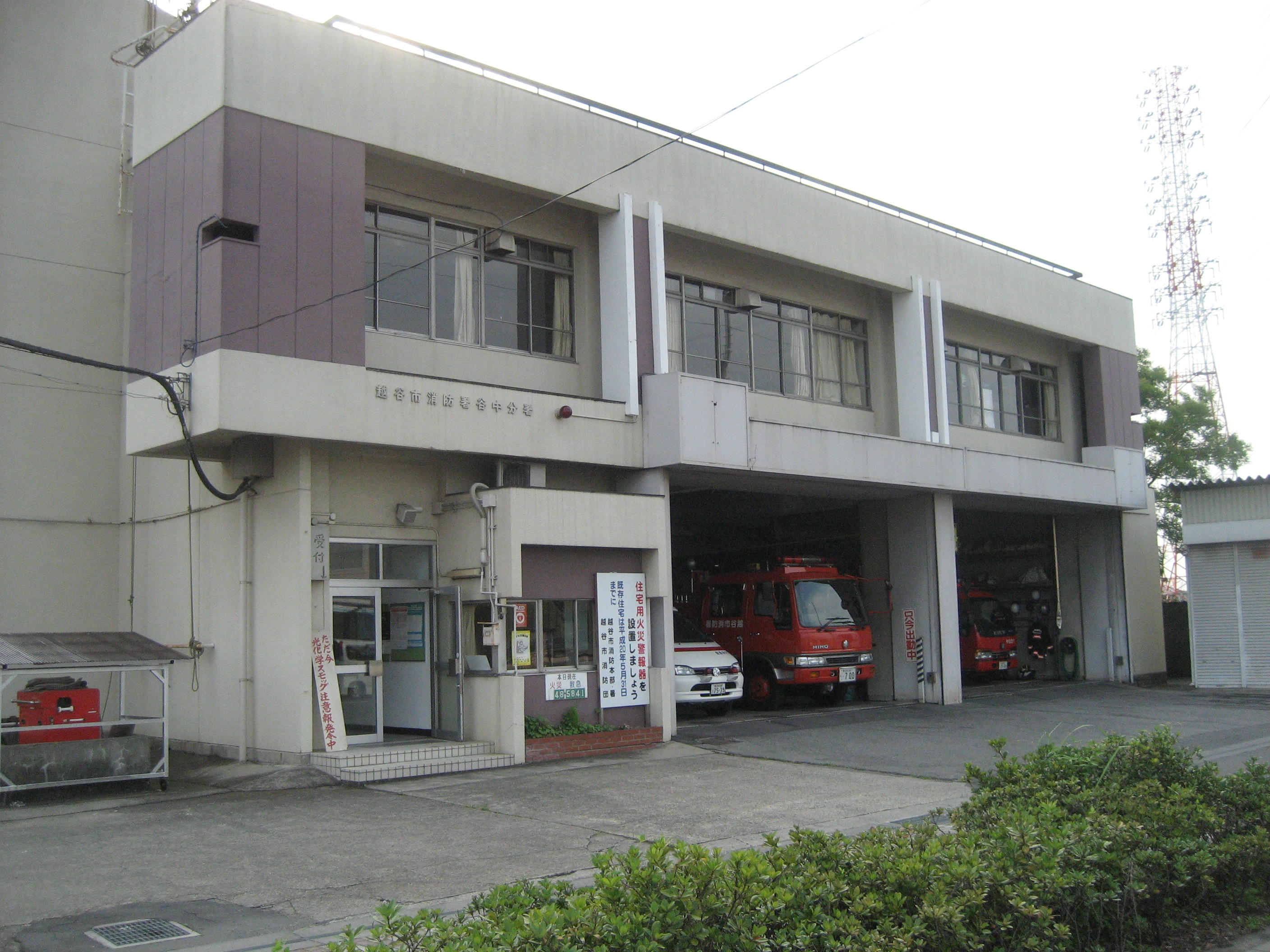
谷中分署旧庁舎

- 2015年4月9日　特別救助隊を昇格させる形で高度救助隊が発足し越谷市消防署に配置。
- 2016年3月　高度救助隊を埼玉県特別機動援助隊（埼玉SMART）に登録。
- 2017年9月1日　谷中分署を谷中町4-23から谷中町四丁目92番地1に移転・改築。
- 2021年4月1日　越谷市の組織改正に伴い越谷市消防局へ名称を変更する。また、消防局の組織改正を行い、総務課が消防総務課に改められる[1]。

## 組織
- 消防局 - 消防総務課、予防課、警防課、指令課
- 消防署 - 消防担当、警防第１中隊、警防第2中隊、警防第3中隊

## 消防署
| 名称         | 消防署建物 | 所在地      | 分署 | 分署               | 所在地           |
| 名称         | 消防署建物 | 所在地      | 名称 | 分署建物           | 所在地           |
| ------------ | ---------- | ----------- | ---- | ------------------ | ---------------- |
| 越谷市消防署 |            | 大沢2-10-15 | 谷中 |                    | 谷中町四丁目92‐1 |
| 越谷市消防署 | 蒲生       | 大沢2-10-15 |      | 蒲生寿町4-61       |                  |
| 越谷市消防署 | 間久里     | 大沢2-10-15 |      | 大字下間久里1004-1 |                  |
| 越谷市消防署 | 大相模     | 大沢2-10-15 |      | 相模町5-29         |                  |
| 越谷市消防署 | 大袋       | 大沢2-10-15 |      | 大字大道329-1      |                  |

## 消防相互応援協定
市境付近で発生した災害(救急含む)に対して迅速に活動できるよう、隣接する消防機関や交流が深い自治体等の消防機関と「消防相互応援協定」を締結し、日頃から近隣市等で発生した災害へ出動している。
- 草加八潮消防組合
- 春日部市消防本部
- 吉川松伏消防組合
- 川口市消防局
- さいたま市消防局
- 三郷市消防本部（特別応援協定）
- 高崎市等広域消防局（群馬県）（大規模災害時の相互応援協定）